# Superliga Española de Hockey Hielo 1983/1984
Sezóna 1983/1984 byla 12. sezonou Španělské ligy ledního hokeje. Vítězem se stal CH Jaca.

## Konečná tabulka
| Poř | Tým               |
| --- | ----------------- |
| 1   | CH Jaca           |
| 2   | CG Puigcerda      |
| 3   | CH Vizcaya Bilbao |
| 4   | CH Txuri Urdin    |
| 5   | CH Boadilla       |
| 6   | CH Gel Barcelona  |